# Hypostomus francisci
Hypostomus francisci är en fiskart som först beskrevs av Lütken, 1874.  Hypostomus francisci ingår i släktet Hypostomus och familjen Loricariidae. Inga underarter finns listade i Catalogue of Life.